# Попо'
Попо' — маянська держава на території сучасного штату Чіапаса (Мексика), що утворилася на початку III століття. Тривалий час боролося за панувала над сусідами, зрештою на початку X ст. загинуло.

## Заснування
Топонім Попо' походить з мови соке, де має значення «білий» — свого часу мая витіснили з долини Окосінго міше-скоейське населення, але запозичили у нього назву місцевості. Спочатку слово «попо'» було частиною сокеанського топоніма, що означає «Біла Печера», але пізніше втратило своє смислове значення і вживалося як абстрактна назва місця. Сьогодні відома під назвою Тоніна, що в перекладі з мови мая-цельталей означає «Кам'яний Дім».
Найдавніша дата, виявлена в Тоніні, відповідає 217 року н. е., проте ім'я володаря в цей момент поки що не встановлено. Про період з III до VI ст. фактично відсутні відомості. Найбільш ранні збережені натепер монументи з Тоніни були створені на початку VI ст. З них відомо про царя Іцамнаах-Муута, якого також умовно позначають як «Правителя 1». Вже в 2-й половині VI століття Попо' за царів Б'алам-Яшун-Тііля та Чак-Б'олон-Чаака мало вплив на політичну ситуацію в області Середньої Усумасінти, проте вимушено було його постійно підтверджувати. Продовжував спроби встановити своє панування в долині Усумасінти й цар К'ініч-Б'алам-Чапаат (615—668), але не досяг значних успіхів.
Протягом правління ахава Йукноом-Пуваль-Вайваля Попо' намагалося затвердитися на лівобережжі Усумасінти. Зрештою це призвело до війни з Баакульським царством. В результаті вирішальної битви 687 року цар Попо' зазнав нищівної поразки і загинув.

## Піднесення
У правління царя К'ініч-Б'аакналь-Чаака Попо' швидко оговталося від поразки у війні 687 року і досягло піку своєї політичної та військової могутності. К'ініч-Б'аакналь-Чаак розгорнув масштабну військову кампанію проти Баакуля, метою якої було встановлення контролю царства Попо' над державами Лівобережжя Усумасінти. Перший успішний похід відбувся у 692 році. Того ж року, восени, було завдано поразки війська Бакульського царства. Незабаром було подолано Яш-Ака, царя Анайте'. 693 року Кініч-Бакналл-Чаак продовжив наступ в регіоні, завдавши поразки армії царства Пе'туун, васала Баакуля. Того ж року розбив іншого баакульського васала — невеличке царство К'ало. У 695 році Баакульське царство перейшло у контрнаступ, втім вже у 696 році війська Попо' переміг царство Маміс, васала Баакуля. В результаті до 696 року Попо' підкорилося майже усе Лівобереддя Усумасінти.
На честь здобутих перемог в Тоніні на східній стороні Великої Площі у 699 (за іншою версію 700) році була освячена «Майданчик Трьох Перемог» для гри в м'яч, що позначається сьогодні як «Стадіон 1».
Приблизно між 700—702 роками відбулася війна між Попой 'і царством Сакц'і, про яку збереглися лише незначні відомості. В цій боротьбі було досягнуто успіх, вплив розширено на царство Ак'є. Під час цієї війни на трон зійшов 2-річний цар К'ініч-Чуваах-К'ак', замість якого правили регенти на чолі з аристократом К'елєн-Хішом. Завдяки їх зусиллям царство Попо' зберегло свій контроль над Лівобережжям Усумасінти і навіть здобуло нові військові перемоги.
У 711 році розпочалася нова війна між Попо' і Баакулєм, яка завершилася для останнього повною поразкою. В результаті Баакульське царство вимушено було визнати зверхність царства Попо'. наступним кроком стало затвердження впливу на містом Чіікнааб та царством Помой.
У 720-х роках за правління ахава К'ініч-Іч'аак-Чапаата було підкорено царство Сібікте' (на північ від долини Окосінго), в результаті чого у титулатурі з'явився подвійний ієрогліф володар «Попо' — володар Сібікте'». Проте незабаром Попо' втратило контроль над Лівобережжям Усумасінти внаслідок поразки від військ Сакц'і.

## Занепад 720—780-х
Після припинення потужної експансії правителі царства звернули більше уваги на розбудову власної столиці: у 720 та 730-х роках зводяться численні будівлі, стели і монументи.
Історія Попо' між 739 і 787 роками представлена всього декількома монументальними написами. В цей цар К'ініч-Туун-Чапаат намагався відновити вплив свого царства: частково це вдалося завдяки перемозі на Баакулєм. Втім правителі більше уваги приділяють внутрішнім справам. В останній чверті VIII ст. було оновлено побудований при Кініч-Б'аакналь-Чаакі майданчик-«Стадіон 1» і як один з трьох маркерів уздовж його центральної ігрової алеї додано будівлю (відома тепер як монумент 69).

## Посилення
Нове посилення царства Попо' відбувається наприкінці VIII ст. при Кініч-… -Чапааті (відомий як «Правитель 8»). Було поновлено зовнішню експансію в напрямку Лівобережжя Усумасінти. В союзі з Па'чанським і Шакульнахськими царствами було завдано відчутної поразки державі Сакц'і. У 789 році здобуто перемогу над царством Помой.
На тлі колапсу класичного періоду одним з останніх продовжувало існувати саме царство Попо'. Вважається, що тому причиною була відносна географічна ізольованість долини Окосінго від основних політичних центрів басейну Усумасінти. У 830-х роках царство в часи ахава Ух-Чапаата продовжувало здійснювати походи проти сусідів.

## Припинення існування
На початку Х століття на троні Попо' знаходився владика, що позначається умовно як «Правитель 10». З нагоди закінчення періоду 16 лютого 904 року він встановив Монумент 158. Ієрогліфічний текст на ньому виконаний грубо, що важко з упевненістю вичленувати ім'я царя. Через всього п'ять років був встановлений Монумент 101, дата якого 10.4.0.0.0, 12 Ахав 3 Во (20 січня 909 року) є не тільки останньої написом з Тоніні, але й найпізнішою датою Довгого рахунки у всій області мая. Монумент розколовся надвоє, тому ім'я царя тепер втрачено.
Знахідки пізньої за стилем кераміки свідчать, що протягом ще приблизно століття після того, як обірвалося традиція встановлення монументів з ієрогліфічними написами, в Тоніні зберігалося якесь населення, але про існування в долині Окосінго якоїсь центральної влади до приходу іспанців нічого невідомо.